# معتز زدام
معتز زدام (مواليد 5 يناير 2001 في سوسة) هو لاعب كرة قدم تونسي في مركز الوسط. يلعب في النجم الرياضي الساحلي ومنتخب تونس.

## مسيرة الأندية
في 10 سبتمبر 2021، انتقل زيد إلى النجم الرياضي الساحلي على سبيل الإعارة لمدة عام من فالميرا.

## المسيرة مع المنتخب
مع أقل من 20 عاما، شارك في كأس الأمم الأفريقية تحت 20 سنة في 2021. خلال هذه المنافسة التي نظمت في موريتانيا، لعب ست مباريات. إحتلت تونس المركز الرابع في البطولة بعد هزيمتها من غامبيا في «النهائي الصغير».
ظهر لأول مرة مع تونس في 3 ديسمبر 2021، في كأس العرب ضد سوريا، وجاء في الدقيقة 86 من اللعب، لعب معتز مباراتين في هذه البطولة التي نظمت في قطر، والتي شهدت خسارة تونس في المباراة النهائية أمام الجزائر.

## روابط خارجية
- معتز زدام على موقع قاعدة بيانات كرة القدم.إي يو (الإنجليزية)
- معتز زدام على موقع ناشيونال فوتبول تيمز (الإنجليزية)
- معتز زدام على موقع Soccerway.com (الإنجليزية)
- معتز زدام على موقع عالم كرة القدم.نت (الإنجليزية)